# PS1-10afx
PS1-10afx – supernowa położona w gwiazdozbiorze Wodnika, odkryta w ramach programu Pan-STARRS. Widziana z Ziemi, supernowa osiągnęła jasność rzędu dziesięć do dwudziestu razy większą niż typowa supernowa typu Ia, jej jasność została spotęgowana przez soczewkowanie grawitacyjne galaktyki położonej pomiędzy nią a Ziemią. Według wcześniejszych hipotez, podejrzewano, że mógł być to także nietypowy wybuch typu hydrogen-poor super-luminous supernova (SLSN).

## Odkrycie
Wybuch został odkryty w ramach programu Pan-STARRS. Supernowa gwałtownie pojaśniała w ciągu 12 dni osiągając wielkość gwiazdową 21,7 mag, co przy odległości około dziewięciu miliardów lat świetlnych (z=1,388) czyniłoby ją jedną z najjaśniejszych znanych supernowych o absolutnej wielkości -22,3 mag. Całkowita jasność supernowej została określona na 4,1×1044 erg/s. Po osiągnięciu maksymalnej jasności supernowa bardzo szybko pociemniała. Widmo supernowej było bardzo zbliżone do widma typowego wybuchu typu Ia.

## Charakterystyka fizyczna
Odkrywcy supernowej byli w stanie wykluczyć kilka możliwych mechanizmów powstania takiej supernowej, ale nie byli w stanie do końca wytłumaczyć co na pewno mogło ją spowodować; wykluczono między innymi modele z szybko spowalniającym magnetarem czy z falą uderzeniową poruszającą się przez gęsty materiał gwiazdowy i powodującą zwiększenie jasności wybuchu. Z powodu bardzo dużej jasności wybuchu naukowcy stworzyli hipotezę, że był to nietypowy wybuch typu SLSN. W odróżnieniu od innych znanych wybuchów tego typu ten osiągnął maksymalną jasność przy długości promieniowania około 6800 K, a widma innych znanych SLSN są najjaśniejsze w zakresie promieniowania ultrafioletowego.
Według powstałej później hipotezy, supernowa PS1-10afx była zwykłym wybuchem typu Ia, którego jasność została pozornie wzmocniona przez soczewkowanie grawitacyjne. Według tej hipotezy, pomiędzy PS1-10afx a Ziemią miała się znajdować supermasywna czarna dziura lub stosunkowo niewielkie halo ciemnej materii, które zagięło promieniowanie emitowane przez PS1-10afx kierując je ku Ziemi i pozornie wzmacniając.
Hipoteza soczewkowania grawitacyjnego została potwierdzona w 2014, kiedy pomiędzy supernową a Ziemią odkryto nieznaną wcześniej galaktykę.